# Technics SL-1200

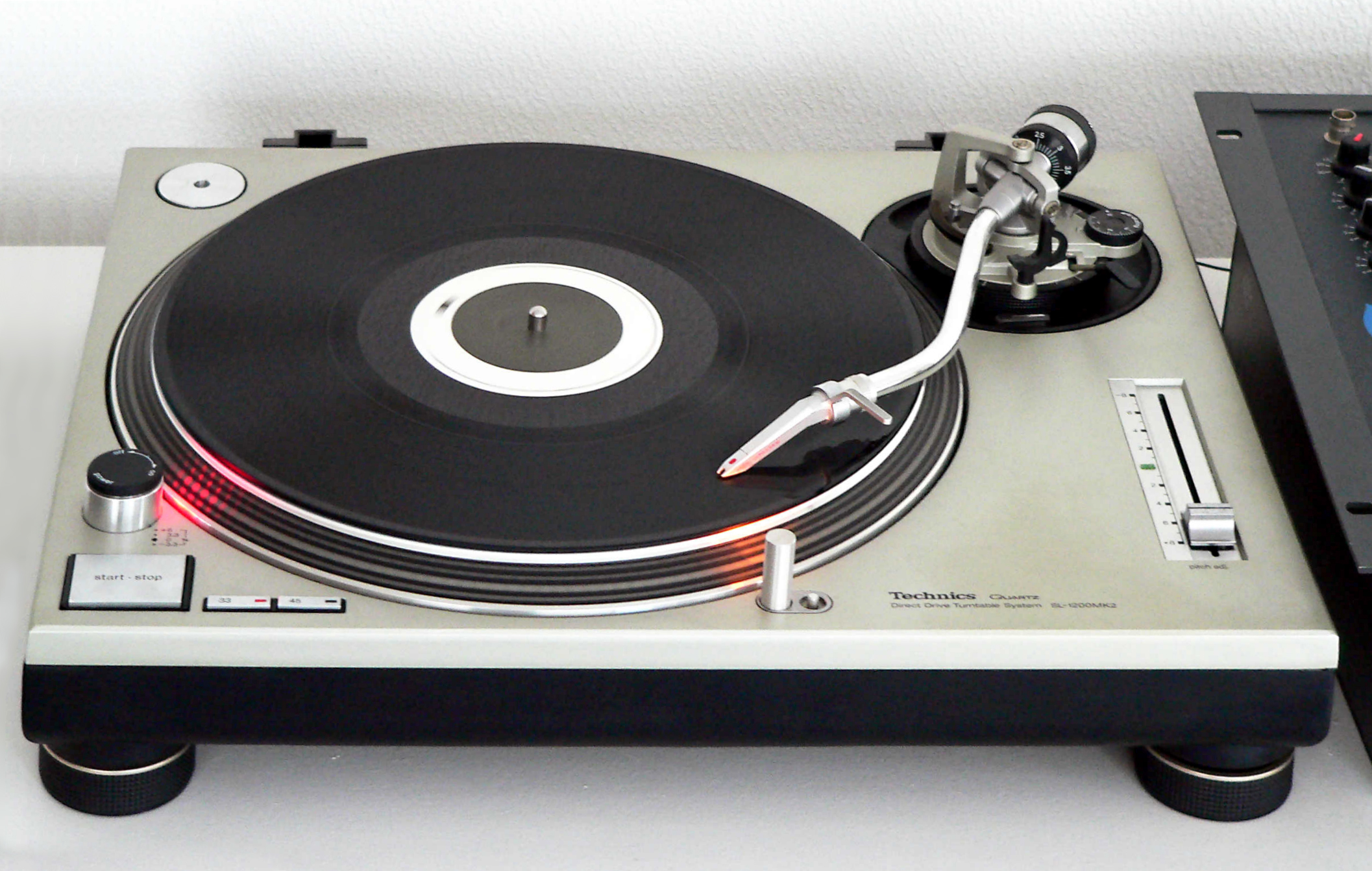
Technics SL-1200MK2

A Technics SL-1200 a japán Matsushita cég által kifejlesztett lemezjátszó-modell. A lemezjátszót 1972 októberétől 2010-ig bezárólag gyártották, majd 2016-tól a Matsushita cég a Technics márkanév alatt folytatta a gyártást, és megjelentek az új modellek, úgy mint a SL-1200G, SL-1200GAE, és a SL-1200GR tipusú lemezjátszók. A típusszámban található SL betüjel (S-Stereo), (L-Player) nevekből adódik össze. A lemezjátszó mind a mai napig közkedvelt a dj-k és az audiofilek körében.
A Matsushita  megoldást keresett olyan problémákra, mint a visszhang, a rezonancia, és a sebességingadozás. A cég kifejlesztett egy rétegzett kompozit anyagot, melyben a felső részt a motorral együtt egy gumiréteg választotta el a testtől. Ezenfelül a lábazat is egy rugalmas gumiból készül, ami további csillapító hatással van. A direkt meghajtás is a Matsushita fejlesztése, amelynek lényege, hogy nincs fizikai kapcsolat a motor és a lemeztányér között. Ez kizárja a szalagos hajtásból adódó gondokat, és kisebb terheléssel van a motorra, ezáltal nő a megbízhatósága és az élettartama. Ezenfelül a motorzaj is lényegesen kisebb. Az SL-1200 sorozat egy úgynevezett Frequency Generator Servo Control Quartz Lock rendszert használ a sebességtartás, és a pontos sebességállítás biztosítására. Eredetileg Hi-Fi célokra szánták, de 1972-es megjelenése után technikai újításai miatt hamarosan a dj-k kedvenc eszközévé vált. 1978-ban tökéletesítették, a modellváltozat az SL 1200 MK2 megjelölést kapta. Sikerét bizonyítja, hogy megjelenése óta túl van a 3 millió eladott darabon, az 1970-es évek óta leginkább használt modell. 1978-as változtatásai után pedig etalonnak tekinthető a dj-k számára gyártott lemezjátszók között. Az 1970-es években kialakuló RAP-kultúrára is nagy hatással volt. A Technics cég nagy érdeme még a DMC Records-szal közösen létrehozott "World DJ Mixing Championship" (DJ Világbajnokság), és ezzel együtt a „Turntablism” megteremtése.

## Fontosabb tulajdonságai
- Mágneses direkt meghajtás, 33⅓, és 45 fordulatszám
- 1,5 kg forgatónyomaték, állóhelyzetből 0,7 mp alatt éri el a 33,⅓ percenkénti fordulatszámot
- Robusztus kialakítás, 12,5 kg tömeggel, és rezgéselnyelő lábakkal
- 0,01% sebességingadozás, forgás közben 1 század fordulat alatt reagál 1%-os sebességváltoztatásra
- Változtatható lejátszási sebesség, +/- 8% sebességtartományban. 1978. előtt tekerő-, utána tolópotméterrel
- Start-stop kapcsoló, mágnesfékkel
- 1 db phono rendszerű RCA kábel, 1978. óta földeléssel

## Kormeghatározás
Gyártási idejét a sorozatszám alapján lehet beazonosítani. Ez vagy a lemezjátszó alján, vagy a hátoldalán található. Két fajta sorozatszám létezik, egy régebbi 1990 előtt, és egy az utáni. A régi formájú tíz karakterből áll, a betűk után szereplő első szám volt a gyártási év, de ez csak az utolsó évet mutatja. Ha például
- NHOJF20765, akkor ez lehet '72, vagy 82'. Itt segítség a tipusjel is,  például MK2 csak '78 utáni lehet. Segítséget nyújt még, hogy a '70-es és korai '80-as évekbeli MK2-eseken 4 hüvelykes (kb. 10 cm) lemezben van az RCA, és földkábel kimenete, a későbbi modelleken ez már kisebb.

Az újabb már 11 karakterből áll, ahol az első számjegy mutatja az évet és az utána található betű jelzi a hónapot. Az „A” január, „B” február, és így tovább.
- GE4FB001154, '94 vagy 2004 június

## A sorozat modelljei

### Eredeti modell
- SL-1200 A modellt 1972-ben vezették be, az SL-1100 változat utódjaként, melyet The Middle Class Player System néven neveztek el. Két különböző változatban lehetett megkapni. Az SL-1200-as típus hangkarral, míg az SL-120-as típust hangkar nélkül árulták.

### MK2 modellek
- SL-1200MK2 1978, ezüst színű, 1210-es változata pedig matt fekete
- SL-1200MK2PK, csak az USA-ban forgalmazzák, zongora-fekete (fényes)
- SL-1210MK2, a mattfekete változat, a hivatalos Panasonic viszonteladók ezt árulták az az USA-ban az 1200MK2PK megjelenéséig

### MK3 modellek
- SL-1200MK3 1989, aranyozott RCA csatlakozók és a hátoldalán arany színű termékismertető cédula, csak az ázsiai piacra szánták
- SL-1200M3D 1997, ez a tipus egy „0” gombot is kap, mely alapsebességre állítja a potméter bármilyen állása mellett
- SL-1210M3D, az SL-1200M3D fekete változata

### MK4 modell
- SL-1200MK4 1997, csak Japánban hozzák forgalomba, 78-as fordulatszámra is állítható

### MK5 modell
- SL-1200MK5
- SL-1210MK5, az SL1200MK5 fekete változata
- SL-1210M5G 2002. november 1., 30 éves ünnepi kiadás, a különbség az MK5-höz képest a kék színű lámpa, és egy új kékszínű sebesség kijelző, +/-8% mellett gombnyomással +/- 16% sebességtartományra is átkapcsolható, a teljes vezérlés digitális

### MK6 modellek
- SL-1200MK6 2007
- SL-1200MK6K1, az SL-1200MK6 fekete változata

Az utóbbi kettőn végeztek kisebb módosításokat, tökéletesítették a rezgéselnyelést, a hangszedőkar állványzatát, és egy különleges réz huzallal történik a jel továbbítása.

### Limitált kiadású modellek
- SL 1200LTD 1998, az M3D változata. Az SL-1200 limited edition modellt 1997-ben mutatták be az SL-1200-as sorozat 25. évfordulója alkalmából, és csak 10.000 darabot gyártottak belőle, melynek minden egyes darabja egy éven belül elkelt. Az MK3D-hez hasonlóan ezen is egy pitch reset gomb található, és különbözik attól, hogy egy önzáró reteszelő is van a pitch beállításához. Ez a modell zongora-fekete fénnyel, és aranyozott bevonattal rendelkezik. Az ára kb. 1200 USD volt.
- SL-1200GLD 2004, az M5G változata. Mindkettő fekete-arany színű, és kéken világító lámpát kaptak a megszokott fehér helyett. Ebből a modellből mindössze 3000 db-ot gyártottak, melyből 1500 darabot az USA-ban értékesítettek. A többi a világ többi országában talált gazdára.

### Újjászületés
Az új modelleket 2016-tól lehetett megvásárolni, azután, hogy a cég újraindította a lemezjátszó gyártást.
- SL-1200G típust 2016 januárjában jelentették be, majd októberben került piacra. Az alumíniumból készült típus háromrétegű lejátszó rendszerrel, valamint mikroprocesszorral, és forgó pozíciós érzékelőkkel látták el, mely a 78-as fordulatú lemezeket is képes lejátszani.
- SL-1200GAE típust 2016 áprilisában mutatták be a nagyérdeműnek[3] mely gyakorlatilag ugyanazt tudja, mint az SL-1200GAE modell, csupán abban különbözik, hogy magnézium ötvözettel van ellátva. Ebből a típusból 1200 db-ot gyártottak, mely az SL-1200-as modell 50. évfordulója alkalmából került piacra.
- SL-1200GR típust 2017 januárjában mutatták be.[2]
- SL-1200 MK7 típust 2019 ben mutatták be
- SL-1200 MK7R típust 2020 ban mutatták be A Technics és a Red Bull limitált kiadása

## Külső hivatkozások
- Az SL1200 története
- Panasonic (Technics)/SL-1200MK2
- Technics DJ Proaudio
- Frequently asked questions on Hyperreal on the Technics SL-1200MK2/SL-1210MK2 Turntables
- Technics Turntable Exploded View Diagrams
- Technics SL-1200 MK2 at Vinyl Heaven